# Колхозне (Казахстан)
Колхо́зне (каз. Колхозное) — село у складі Осакаровського району Карагандинської області Казахстану. Входить до складу Єсільського сільського округу.
Населення — 427 осіб (2021; 447 у 2009, 515 у 1999, 546 у 1989).
Національний склад станом на 1989 рік:
- росіяни — 68 %.